# Biofact (philosophie)
Pour les articles homonymes, voir Biofact.

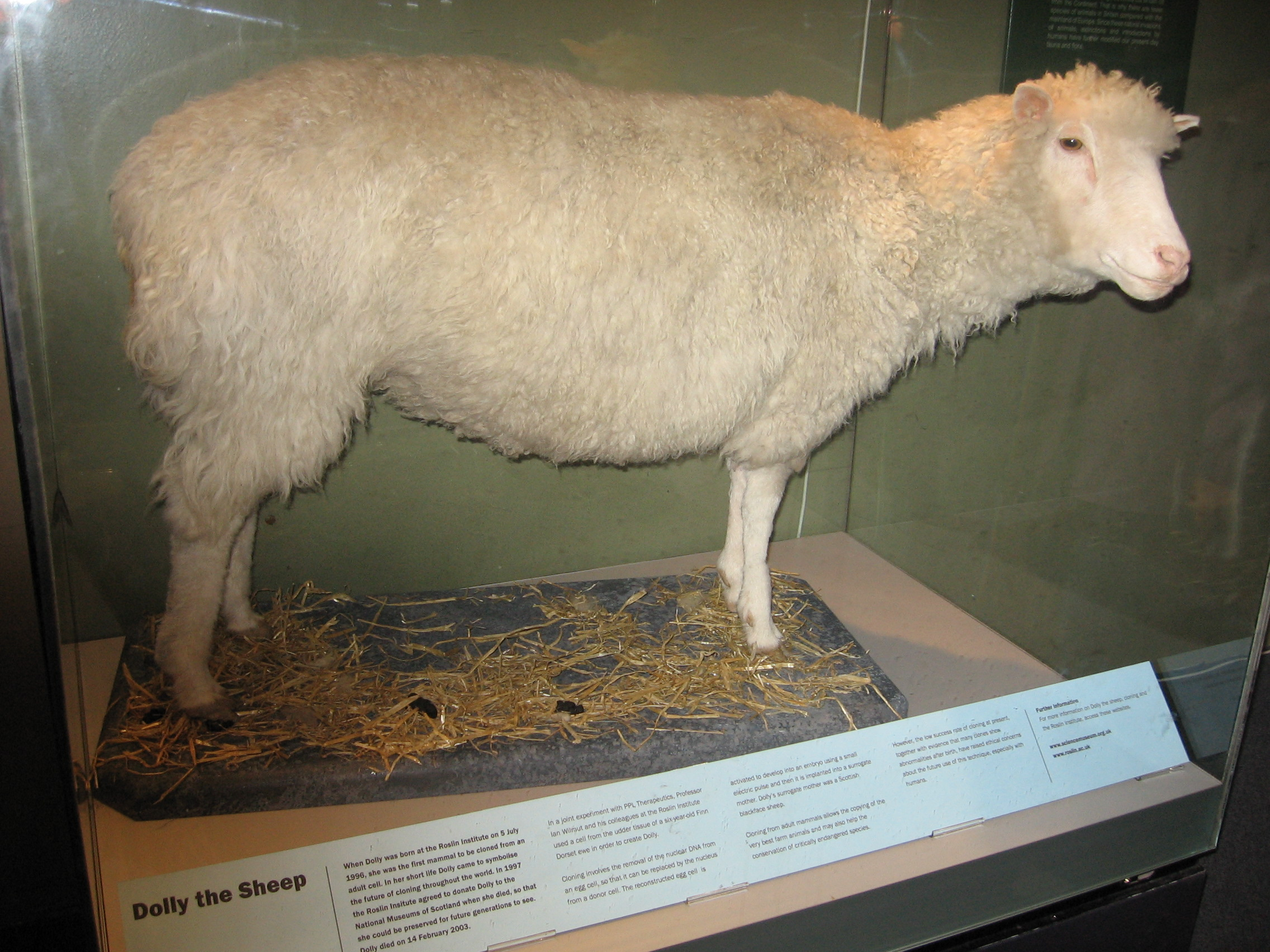
Le corps naturalisé de la brebis clonée Dolly.

Le terme biofact a été introduit dans le débat philosophique par Nicole C. Karafyllis pour la première fois en 2001, pour traduire le fait que les êtres vivants peuvent être, en grande partie, artificiels, grâce à des méthodes telles que le clonage et le génie génétique.
Le terme « biofact » est formé à partir du mot grec βιος (bios) signifiant « vie » et du participe passé du verbe latin facere signifiant « faire ».
Les artéfacts sont artificiels : ce sont des objets inertes créés par l'homme et qui n'existent donc pas à l'état naturel. Les biofacts sont également créés par l'homme mais sont animés et affichent un caractère hybride.